# Tomasz (Tsegaw)
Tomasz (imię świeckie Welde Hanna Tsegaw, ur. 12 września 1956) – duchowny Etiopskiego Kościoła Ortodoksyjnego, od 2017 biskup Finote Selam w Zachodnim Gojjam. Sakrę biskupią otrzymał 16 lipca 2017.